# Station Bayerisch Eisenstein/Železná Ruda-Alžbětín
Station Bayerisch Eisenstein/Železná Ruda-Alžbětín is een spoorwegstation op de grens tussen Duitsland en Tsjechië in de Duitse gemeente Bayerisch Eisenstein en in de tsjechische gemeente Železná Ruda.
De vervoerder van de treinen richting Duitsland (Zwiesel, Gotteszell en Plattling) is de Waldbahn, een onderneming van de Länderbahn. De treinen naar Klatovy, Pilsen en Praag worden geëxploiteerd door České dráhy.
De Duits-Tsjechische grens loopt midden door het stationsgebouw heen.